# George Seligman
George Benham Seligman (* 30. April 1927 in Attica, New York; † 25. April 2024 in Hamden, Connecticut) war ein US-amerikanischer Mathematiker, der sich mit  Lie-Algebren befasste (speziell halb-einfachen Lie-Algebren). Er war Professor an der Yale University.

## Schriften
- Liesche Algebren, Schriftenreihe des Mathematischen Instituts der Universität Münster, 1959[4]
- Modular Lie Algebras, Springer Verlag 1967
- Construction of Lie Algebras and their Modules, Springer Verlag 1988
- Rational constructions of modules for simple Lie algebras, American Mathematical Society 1981
- Rational methods in Lie algebras, Marcel Dekker 1976